# Ambasadorowie Chin w Kanadzie
Chińska Republika Ludowa posiada w Kanadzie swojego przedstawiciela w randze ambasadora od 1971 roku.
| L.p. | Ambasador    | Okres pełnienia funkcji          |
| ---- | ------------ | -------------------------------- |
| 1.   | Huang Hua    | lipiec 1971 - listopad 1971      |
| 2.   | Yao Guang    | marzec 1972 - wrzesień 1973      |
| 3.   | Zhang Wenjin | wrzesień 1973 - grudzień 1976    |
| 4.   | Wang Dong    | lipiec 1977 - luty 1983          |
| 5.   | Yu Zhan      | wrzesień 1983 - październik 1986 |
| 6.   | Zhang Wenpu  | listopad 1986 - lipiec 1990      |
| 7.   | Wen Yezhan   | wrzesień 1990 - listopad 1992    |
| 8.   | Zhang Yijun  | listopad 1992 - styczeń 1997     |
| 9.   | Cha Peixin   | luty 1997 - czerwiec 1998        |
| 10.  | Mei Ping     | lipiec 1998 - styczeń 2005       |
| 11.  | Lu Shumin    | marzec 2005 - maj 2008           |
| 12.  | Lan Lijun    | czerwiec 2008 - 2010             |
| 13.  | Zhang Junsai | od 2010                          |